# Ella es
Ella es, canción del álbum Amor Futuro del mexicano Leonel García realizada con el músico uruguayo Jorge Drexler. Fue producida y lanzada en 2014.
El video de la canción se puede ver a los artistas Leonel García tocando la guitarra de esmoquin blanco y Jorge Drexler de esmoquin negro, mientras en una elegante cena una pareja de camareros balia lentamente.
En 2015 es nominada a los Premios Grammy Latinos.
Jorge Drexler había sido uno de los grandes triunfadores en la edición de los Premios Grammy Latinos en 2014.